# Јамболска област
Јамболска област (буг. Област Ямбол) се налази у југоисточном делу Бугарске. Ова област заузима површину од 3.335,5 km² и има 156.631 становника. Административни центар Јамболске области је град Јамбол.

## Списак насељених места у Јамболској области
Градови су подебљани

### Општина Бољарово
Бољарово,
Воден,
Валчи Извор,
Гољамо Крушево,
Горска Пољана,
Денница,
Дабово,
Златиница,
Иглика,
Камен Врх,
Крајново,
Малко Шарково,
Мамарчево,
Оман,
Попово,
Ружица,
Ситово,
Стефан Караџово,
Странџа,
Шарково

### Општина Елхово
Борисово,
Бојаново,
Валча Пољана,
Гољам Дервент,
Гранитово,
Добрич,
Јелхово,
Жребино,
Изгрев,
Кирилово,
Лалково,
Лесово,
Малко Кирилово,
Маломирово,
Мали Манастир,
Мелница,
Пчела,
Раздел,
Славејково,
Стројно,
Трнково,
Чернозем

### Општина Јамбол
Јамбол

### Општина Стралџа
Атолово,
Александрово,
Богорово,
Воденичане,
Војника,
Џинот,
Зимница,
Иречеково,
Каменец,
Лејарово,
Лозенец,
Љулин,
Маленово,
Недјалско,
Палаузово,
Пољана,
Правдино,
Првенец,
Саранско,
Стралџа,
Тамарино,
Чарда

### Општина Тунџа
Асеново,
Безмер,
Бољарско,
Ботево,
Бојаџик,
Веселиново,
Видинци,
Генерал Тошево,
Гољам Манастир,
Галабинци,
Дражево,
Драма,
Дрјаново,
Завој,
Златари,
Генерал Инзово,
Кабиле,
Калчево,
Каравелово,
Козарево,
Коневец,
Крумово,
Кукорево,
Маломир,
Меден Кладенец,
Межда,
Миладиновци,
Могила,
Овчи Кладенец,
Окоп,
Победа,
Робово,
Роза,
Савино,
Симеоново,
Скалица,
Сламино,
Стара Река,
Тенево,
Трнава,
Хаџидимитрово,
Ханово,
Чарган,
Челник